# Jan Dolanský

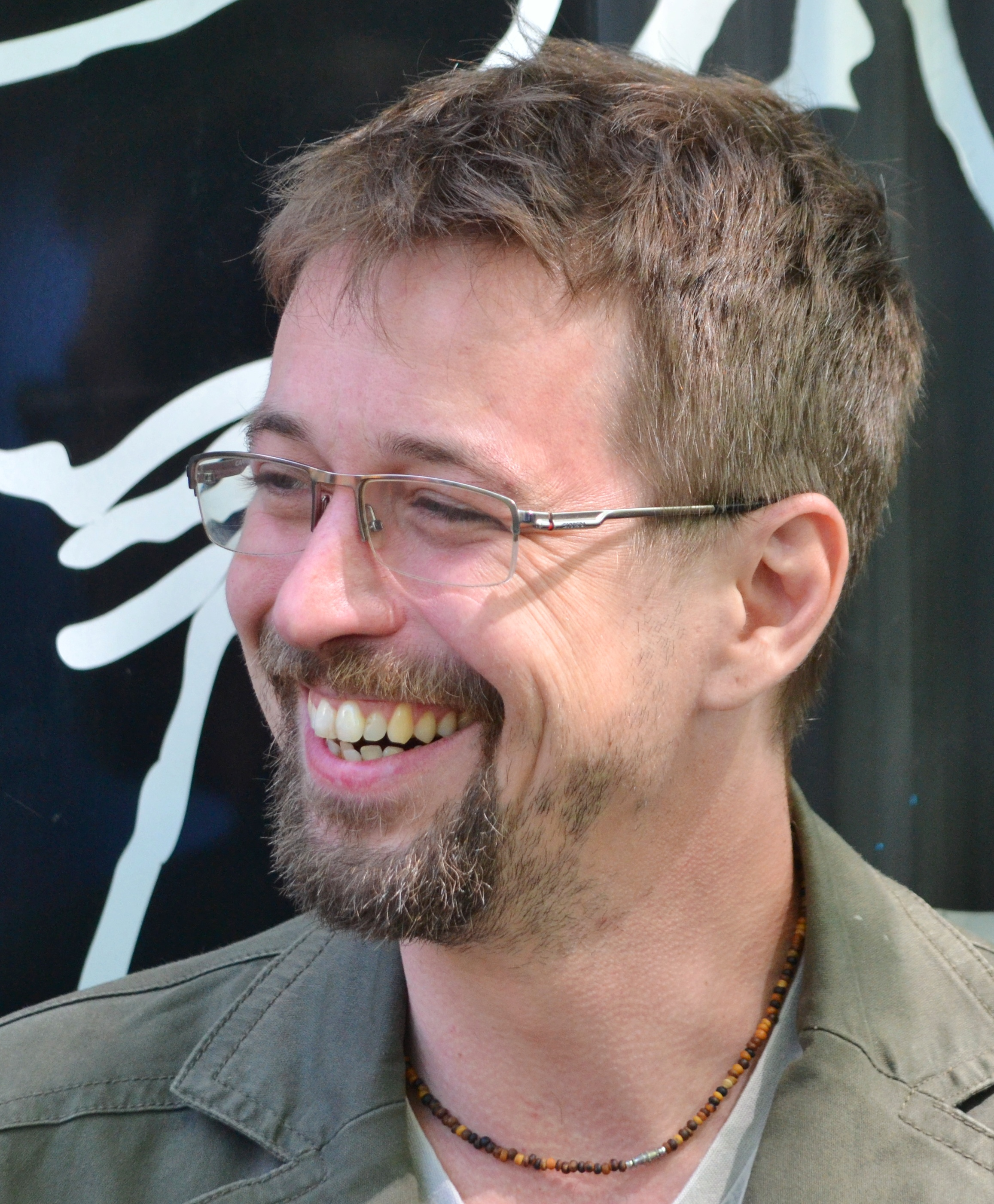
Jan Dolanský (2015)

Jan Dolanský (* 14. Februar 1978 in Hradec Králové, Tschechoslowakei) ist ein tschechischer Schauspieler und Synchronsprecher.

## Leben
Jan Dolanský ist der Sohn der beiden Schauspieler Zdeněk Dolanský und Mária Dolanská. Er hat einen Zwillingsbruder und wuchs die meiste Zeit seiner Jugend in Hradec Králové auf, bevor die Familie schließlich nach Prag zog. Nach seinem Schulabschluss absolvierte er 1997 erfolgreich ein Schauspielstudium am Prager Konservatorium. Anschließend fand er ein Theaterengagement am Divadlo Komedie, bevor er schließlich auch auf der Bühne des Národní divadlo stand.
Seit seinem Filmdebüt 1997 mit Die Perlenjungfrau war Dolanský in mehreren Fernsehserien und Filmen wie Ein königliches Versprechen, Choking Hazard und Die Kinder der Nacht zu sehen. Parallel dazu ist er auch als Synchronsprecher tätig und lieh seine Stimme unter anderem Bilbo Beutlin in der Filmtrilogie Der Herr der Ringe und Philip J. Fry in Futurama.
Dolanský ist mit der Schauspielerin Lenka Vlasáková verheiratet.

## Filmografie (Auswahl)
- 1997: Die Perlenjungfrau (O perlové panně)
- 2001: Ein königliches Versprechen (Královský slib)
- 2004: Choking Hazard
- 2008: Das bezauberndste Rätsel (Nejkrásnější hádanka)
- 2008: Die Kinder der Nacht (Děti noci)